# 規制の経済学
規制経済学とは、様々な経済的な目的のために、政府や監督機関が法整備を行うことを指す。具体的には、市場の失敗の緩和、環境保護、経済の管理などが標榜されることが多い。

## 規制
一般的に、規制とは、個人や民間セクターの経済活動を制限・調整するために、政府が課す法制度を指す。公共サービスの提供や商業生産活動（例：利潤最大化）、これらのサービスを利用する人々の利益と、その取引に間接的に巻き込まれる人々の利益（外部性）の間には、対立が生じることがある（参照：市場の失敗）。それゆえ、ほとんどの政府は、これらの潜在的な対立を管理するために、コントロール、すなわち規制の手段を保有している。経済的規制の理想的なゴールは、商業活動の効果的な機能と発展を妨げないようにしながら、安全で適正なサービスの実施を確保することである。
例えば、ほとんどの国では、経済的規制は、アルコールや処方薬の販売と消費をはじめとして、食品ビジネス、個人的・地域的医療の供給、公共交通機関、建設業、映画産業とテレビ局などが適応の対象となる。独占は、それを廃止するのが難しい場合（自然独占）は特に、しばしば規制され、金融業もまた、強い規制を受けている。
規制には複数の共通項がある。
- 公的な法整備、基準、期待の表明
- 通常は名のある機関や個人による、サービスの業務遂行を許認可するための登録・ライセンス制度。
- 基準への違反を報告・管理する制度を含む、標準的なコンプライアンス（法令順守）を保証する査察プロセスやそれに準ずるもの。
- 特に自然独占を防止するための、価格上限方式や総括原価方式などの形をとる価格管理

コンプライアンス違反が生じたときには、以下の結果が生じることがある。
- 金銭的な制裁、あるいは
- 安全な操業がなされていないと判断された場合は、機関や個人を通じてライセンスが剥奪され、操業停止やペナルティが課される。

すべての規制の類型が政府によって義務付けられるものではなく、専門産業あるいは企業が自己規制的なモデル（ソフトロー）が取り入れられることもある。会社内で規律対策を持つこともあり、これはすべての成員の相互利益を図るように機能する。しばしば、プロフェッショナリズムや倫理、産業内の標準を維持するために、自主的な自己規制が課される。
例えば、ブローカーがニューヨーク証券取引所の会員権（現在は廃止）を購入するとき、従わなければならない明示的な取引ルールや、契約・合意された条件がある。米国証券為替委員会の強行規定は、特定の取引におけるどんな個人の合意や合意解消dissentにも課される。しかし、民主主義においては、その制限には協同的な規定が存在する。政治統一体がその代表者を通じて合意に至ることで、規制される活動への参加者に対してその合意を課すのである。
構造化された環境における自主的なコンプライアンスの他の例としては、メジャーリーグやFIFA、王立ヨット協会（英国のヨットに関する国立の組織）の活動が挙げられる。この意味における規制は、当該活動のために受容された倫理基準の理念へ接近することで、それに参加する人々の利益と、具体的な制限内で行われる一連の活動そのものの利益を図る。
アメリカでは、18世紀から19世紀の間、政府は経済に対して実質的な規制を実施した。18世紀には、財の生産と販売は、アメリカ入植地を監督する英国政府によって規制された（参照：重商主義）。農業には補助金が送られ、関税が課されたことで、アメリカ独立を引き起こした。米国政府は19世紀から20世紀のはじめにかけて、1934年にF. D. ルーズベルト政権で報復関税法（reciprocal tariff Act）が制定されるまでの間、高関税を維持した。しかし、規制と規制緩和は、金ぴか時代の大企業に対する規制緩和や、それが導いた1901年から1909年にかけてのT. ルーズベルトの反トラスト法、大恐慌前の狂騒の20年代における自由至上主義経済、そして、F. D. ルーズベルトのニューディール政策下の連邦政府による厳しい規制とケインズ経済学というように、交互にやってきたのである。1980年代のロナルド・レーガンは、レーガノミクスに基づいて規制緩和を行った。
1946年、米国議会はアメリカ合衆国行政手続法（APA）を可決し、政府の行政活動と法令順守における規律を保証する手段を形式化した。APAは、連邦機関の規制発布と訴訟判決に関する一律的な作業手順を確立した。

### 規制の虜
Regulatory capture is the process through which a regulatory agency, created to act in the public interest, instead advances the commercial or special concerns of interest groups that dominate the industry it is meant to  regulate. The probability of regulatory capture is economically biased: vested interests in an industry have the greatest financial stake in regulatory activity and are more likely to be motivated to influence the regulatory body than dispersed individual consumers, each of whom has little particular incentive to try to influence regulators. Regulatory capture is a risk to which an agency is exposed by its very nature.

## 規制に関する理論
規制の技法は、特に公共部門において長らく研究されてきており、規制政策には、実証理論と規範理論という2つのアイデアが形成されてきた。
前者の理論は、なぜ規制が発生するのかを研究する。これらの理論には、マーケットパワーの理論、「ステークホルダーの規制下での利益追求を記述する利益集団の理論」、政府の裁量に対する制限が、企業が顧客に効率的なサービスを提供するためにときになぜ必要になるかを記述する政府の機会主義の理論が含まれる。これらの理論は、規制は以下の理由で発生すると結論づけている。
1. 政府は、情報の非対称性を乗り越えることと、操業者との間の利益を調整するに関心があること。
2. 消費者は、存在しない、あるいは非効率的な競争を前にして、マーケットパワーからの保護を望んでいること。
3. 操業者は、ライバルからの保護を望んでいること。
4. 操業者は、政府の機会主義からの保護を望んでいること。

後者の理論は、規制者は以下のことをすべきだと結論づけている。
1. 競争が弱いところでは、それを促進すること
2. 情報を集め操業者に能率向上の動機を与えることで、情報の非対称性を最小化すること
3. 経済的に効率的な価格構造を提供すること
4. 規制システムに対する法律、独立性、透明性、予測可能性、正統性、信頼」を提供する規制プロセスを打ち立てること

これとは別に、多くの非主流派経済学者と法学者は、「独占、市場の全体的な安定性、環境破壊に対するセーフガードを提供し、様々な社会的な保護を保証する」ための市場規制の重要性を強調している。これらは社会学者（マックス・ウェーバー、カール・ポランニー、ニール・フリングスタイン、カール・マルクス）や、規制プロセスを実行する政府機関の歴史に依拠している。「人々の運命や彼らの自然環境、そして、購買力の量と使用のただ一人の監督者の役割を市場メカニズムに任せるのは、社会の破壊を招くだろう」
情報の非対称性は、一方の取引者がもう片方の取引者より多くの情報を持っているような取引で、最悪の場合は市場の失敗の一種を引き起こしうるような力のアンバランスを引き起こすものを指す。これらは、普通、エージェンシー問題の文脈で研究されてきた。
この問題に対処するのは、プリンシパル・エージェント理論である。ここで、政府は依頼人（プリンシパル）であり、操業者は、誰がそのオーナーであるかにかかわらず、代理人（エージェント）である。プリンシパル・エージェント理論は、インセンティブによる規制や、マルチパート関税に対して適用される。

## 規制の測定
世界銀行の「ドゥイング・ビジネス」データベースは、起業、雇用、信用、納税などの決まった領域の規制のコストに関して、178か国からデータを収集している。例えば、起業までにかかる日数は、OECDでは平均19営業日を要するのに対し、サハラ以南のアフリカでは60営業日を要する。また、賄賂を除く国民総生産に占めるコストの割合は、OECDが8%なのに対し、アフリカでは225%に及ぶ。
世界銀行の世界ガバナンス指標プロジェクトは、規制はその国のガバナンスの質に重要な影響を与えていることを認識している。国の「規制の質」（Regulatory Quality）は、「政府が民間部門の開発を許可し促進する穏当な政策や規制を計画・実行する能力」 と定義されている。それは、200か国以上で測定されている世界ガバナンス指標６つの内の一つである。
規制のコストは１京ドル以上に拡大しており、それは市場の寡占化を31-37%程度説明することができる。

## 規制緩和

### アメリカ現代政治において
1970年代後半の米国では、過度に複雑な規制法や、止まらないインフレ、「規制の虜」への懸念、或いは時代遅れの輸送規制などを背景に、規制緩和は魅力的なアイディアとして認められるようになった。 ジミー・カーターは在任期間中（1977-1981)、広範囲にわたる規制改革を金融システムに導入した。利子率の上限撤廃を行ったのだ。また、輸送業に対しても、航空産業により自由に操業許可を与えた。
ロナルド・レーガンは二期に渡ってホワイトハウスにて、規制緩和の任を引き受けた(1981-1989)。彼はレーガノミクスについて詳説したわけだが、とどのつまりそれは、政府支出の削減と規制緩和を背景とした、所得税や法人税の減免によって行う経済刺激策であった。産業界からの支持を集めつつも、レーガン期の規制緩和を企図する経済政策は、多くの経済学者らからS&L危機の一因となったものとして見做されている。
自由市場経済の誘惑は今日のアメリカ政治においても残存している。2007年の金融危機後、ドッド・フランク金融改革法のような規制が金融セクターへ課されたわけだが、一部の人々、特に業界関係者は、長引く規制が厳しすぎて、特に中小企業の経済成長を妨げていると考えている。一方で、金融セクターの規制緩和が2007年の金融危機を招いたとし、規制が経済の安定に寄与するとして、引き続き規制を支持する意見もある。
2017年には、ドナルド・トランプが或る大統領令に署名し、以下のように発言した。「1つ規制を作るなら、2つ古いのぶっ壊す」 トランプの主張はこうだ。「すべての規制は単純なテストを通過するべきだ。即ち、この法律は、アメリカの労働者や消費者らにとって、生活・人生をより良く、より安全なものにすることに資するのか？もし答えがノーなのであれば、我々はその法律を始末するべきだ。」

### 民営化
国有企業の民営化は規制緩和と鏡写しの関係にある。民営化は、公共部門から切り離されることとなった産業を、市場の力を借りつつ効率化するというところに、その目的はある。サッチャー政権下の英国において、民営化は広範囲に施行された。その成功や政府債務の削減などが主たる目標であった。だが、サービスの基準や、賃金、雇用が民営化によって削減されたという批判もある。他にも民営化後の企業に対する規制が浅慮なものであった為、国営企業の有していた問題を引きずり続けているとの指摘も存在する。

## 議論

### 規制への賛同者
市場への規制は、社会福祉の保護を目的としており、20世紀を通じて産業資本主義経済の統治の要となってきた。カール・ポランニーに言わせれば、この規制というプロセスは経済を社会に「埋め込む」ことに他ならない。また、ニール・フリグスタインは、2001年の著書『Architecture of Markets』において、市場の安定には国家の規制が不可欠であり、その結果、過去200年間にわたり資本主義社会では国家と市場が”共”進化してきたと主張している。

### 規制緩和への賛同者
いくつかの経済学派において、市場に対する政府の役割は制限・縮小すべきであるとされているものの、彼らすべてが同じ原理原則を共有しているわけではない。例えばノーベル経済学賞を受賞したミルトン・フリードマン（マネタリスト経済学派）やジョージ・スティグラー（シカゴ学派、新古典派経済学派）、フリードリヒ・ハイエク（オーストリア学派）そしてジェームズ・M・ブキャナン（ヴァージニア政治経済学派）等。同様にリチャード・アレン・ポズナーはシカゴ学派及び、プラグマティズム学派に属している。一般的に、これらの学派は政府の経済への関与を制限し、生命・自由・財産といった個人の権利を保護することに重点を置くべきだと主張している。この様な立場を総括して、「規制の鉄則」と呼ばれることもある。彼らは、すべての政府規制は最終的に社会福祉の純損失につながると考える。
一部では、企業にとって、ステークホルダーへのコミットメントや評判の維持、また長期的な成長の達成がインセンティブとなる為、外部の規制がなくとも自律的に社会的責任を果たす行動を取るとの主張も存在する。

## 関連記事
- 市場介入
- 金融市場
- 行政法
- アバーチ・ジョンソン効果
- 憲法経済学
- 規制緩和
- 独占禁止法
- 自由化
- 価格上限方式
- 自然独占
- 規制
- レギュラシオン理論
- 規制市場
- 公共選択論市場介入

## 関連書籍
- Cebula, R., & Clark, J. (2014). Economic Freedom, Regulatory Quality, Taxation, and Living Standards, MPRA Paper 58108, University Library of Munich, Germany.
- Journal of Regulatory Economics (1989– )
- Posner, R. A. 1974 “ Theories of Regulation”,  Bell Journal of Economics and Management Science, 25 (1), Spring, pp. 335–373
- Stigler, J. G. 1971, "The Theory of Economic Regulation," Bell Journal of Management Science, 2 (1), Spring, pp. 3–21
- Peltzman, S. 1989 "The Economic Theory of Regulation after a Decade of Deregulation," Brookings Papers on Economic Activity: Microeconomics, pp. 1 –41
- Laffont, J. J., & Tirole, J. (1993). A theory of incentives in procurement and regulation. MIT press.